# Beatriz Paredes Rangel
Beatriz Paredes Rangel, née le 18 août 1953 à Tlaxcala (Tlaxcala) est une diplomate et femme politique mexicaine membre du Parti révolutionnaire institutionnel, qu'elle dirige un temps comme présidente. Elle est la première femme gouverneur de Tlaxcala et la seconde femme gouverneur de l'histoire du Mexique.

## Biographie
Beatriz Paredes Rangel étudie la sociologie à l'université nationale autonome du Mexique (UNAM), mais n'obtient pas de diplôme. Elle commence sa carrière politique à l'âge de 21 ans en tant que députée de l'État de Tlaxcala (1974-1977) puis comme conseillère du gouverneur de Tlaxcala (1978-1980). En 1982, elle est nommée sous-secrétaire pour la Réforme agraire et de 1987 à 1992 officie au poste gouverneur de Tlaxcala. Elle a également siégé à la Chambre des députés et au Sénat. En 1993, le président Carlos Salinas la nomme ambassadrice du Mexique à Cuba.
Lors des élections générales de 2006, elle se présente à la mairie de Mexico dans une alliance entre le PRI et le PVEM, mais perd contre Marcelo Ebrard. Elle occupe plusieurs postes de premier plan au PRI, représentant l'aile rurale du parti. Elle est d'abord secrétaire générale du PRI et candidate à la présidence du parti, mais perd contre Roberto Madrazo. En 2007, elle concourt de nouveau à cette présidence et gagne avec un score important. Elle quitte son poste en 2011.

## Prises de position
Elle est pour le mariage homosexuel et est pro-choix concernant l'avortement.

## Sources
- (en) Cet article est partiellement ou en totalité issu de l’article de Wikipédia en anglais intitulé « Beatriz Paredes Rangel » (voir la liste des auteurs).